# Купер, Мериан
Ме́риан Ко́лдуэлл Ку́пер (англ. Merian Caldwell Cooper; 24 октября 1893, Джэксонвилл — 21 апреля 1973, Сан-Диего) — американский авиатор, военный, режиссёр, продюсер, сценарист и оператор. Отец писателя и драматурга Мацея Сломчинского. Наибольшую популярность получил как режиссёр культового фильма 1933 года «Кинг-Конг», а также, как продюсер многих фильмов Джона Форда. Почти все свои режиссёрские работы снимал в тандеме с Эрнестом Шодсаком.

## Биография

Мериан Колдуэлл Купер — американский летчик-доброволец, зам. командира «Эскадрильи Костюшко», участвовавший в советско-польской войне 1918—1920 гг., ставший прообразом капитана Бонда в фильме «Звёздная эскадра» на своём «Альбатросе»

Родился 24 октября 1893 года в Джэксонвилле (штат Флорида, США).
Окончил частную школу в Лоуренсвилле, в 1912 году поступил в Военно-морскую академию, однако в 1915 году ушёл из неё и стал зарабатывать журналистикой. В 1916 году присоединился к Национальной гвардии Джорджии и участвовал в боевых операциях против отрядов Панчо Вильи на американо-мексиканской границе.
В 1917 году окончил курсы военных лётчиков в Нью-Йорке и вступил в ряды американского экспедиционного корпуса, отправленного в Европу для участия в Первой мировой войне. Осенью 1918 года попал в плен к немцам, когда его самолёт был сбит. Купер, спасая раненого напарника, получил сильные ожоги рук. В ноябре 1918 года был освобождён из плена и оказался во Франции, вскоре вернувшись к службе в авиации.
В 1919 году стал одним из добровольцев американской воздушной эскадрильи, которая воевала в рядах польских ВВС против Советской России во время Советско-польской войны. С октября 1919 года эта эскадрилья, прибывшая в Польшу в сентябре того же года, получила название 7-я воздушная эскадрилья имени Тадеуша Костюшко. В начале мая 1920 года Купер принимал участие в Киевской операции польских войск.
26 июля 1920 года его самолёт был подбит, и он оказался в советском лагере для военнопленных, где находился 9 месяцев. Запись о встрече с ним в плену оставил советский писатель Исаак Бабель. После неудачной попытки побега его отправили на строительство железной дороги под Москвой, но затем он снова совершил побег и через Латвию и Литву добрался до Польши, где был награждён польским главнокомандующий Юзефом Пилсудским орденом Виртути Милитари, высшей военной наградой. Во время пребывания в плену написал автобиографию, опубликованную в 1927 году, и впоследствии стремился скупить все её экземпляры и уничтожить, так как пересмотрел ряд высказанных в ней суждений.
В 1927 году в джунглях северного Сиама вместе с Эрнестом Б. Шодсаком снял документально-игровой фильм о жизни местных жителей «Чанг: Драма в глуши».
Купер был одним из основателей в 1930 году компании Pan American Airways, остававшейся крупнейшим авиаперевозчиком США в течение десятилетий. Он был пионером в использовании целого ряда самолётов, военных и гражданских. Во время его пребывания в Pan Am компания наладила первые регулярные трансатлантические перелёты.
Вернувшись в США, Купер вновь обратился к журналистике, но заинтересовался также кинематографом и жизнью горилл. Оба этих увлечения побудили его написать сценарий фильма о гигантской обезьяне, оказавшейся в Нью-Йорке. В 1933 году был директором по производству в компании RKO Pictures, в 1934—1936 годах работал в Pioneer Pictures, а в 1936—1937 годах был вице-президентом Selznick International Pictures, после чего перешёл в Metro-Goldwyn-Mayer. Его первые фильмы были документальными, однако настоящий успех пришёл к нему после «Кинг-Конга» в 1933 году. Впоследствии Купер почти не работал в качестве режиссёра, однако был продюсером многих лент, ставших классикой.
Когда началась Вторая мировая война, Мериан Купер в звании полковника был вновь призван на службу. Служил в Индии, юго-западном Китае и Бирме ответственным за воздушное снабжение. В Китае служил под началом генерала Ли Шеннолта, в 1943—1945 годах — в штабе ВВС на Тихом океане. В конце войны ему было присвоено звание бригадного генерала, он присутствовал на церемонии капитуляции Японии.
Был женат на актрисе Дороти Джордан, но в начале 1920-х годов в Польше имел связь с англичанкой, от которой родился сын Мацей, впоследствии известный писатель и переводчик. В 1950-х годах поддерживал политику сенатора Джозефа Маккарти в отношении американских коммунистов. Умер 21 апреля 1973 года в Сан-Диего.
На голливудской Аллее Славы есть звезда Мериана К. Купера, но имя режиссёра написано с ошибкой — «Мериам К. Купер».

## Фильмография
| Год  | Фильм                            | Режиссёр | Продюсер | Сценарист | Оператор | Роль                 | Примечания                 |
| ---- | -------------------------------- | -------- | -------- | --------- | -------- | -------------------- | -------------------------- |
| 1925 | Трава: Битва народа за выживание | Да       | Да       |           | Да       | Сам себя             | Документальные             |
| 1927 | Чанг: Драма в глуши              | Да       | Да       | Да        |          | н/д                  | Документальные             |
| 1928 | Как охотник за головами          |          |          |           | Да       | н/д                  | Документальные             |
| 1929 | Капитан Солсбери Ра-Му           |          |          |           | Да       | н/д                  | Документальные             |
| 1929 | Четыре пера                      | Да       | Да       |           | Да       | н/д                  |                            |
| 1931 | Вперёд, убийца!                  |          |          |           | Да       | н/д                  | Документальный             |
| 1932 | Рёв дракона                      |          |          | Да        |          | н/д                  | Сюжет                      |
| 1932 | Самая опасная игра               |          | Да       |           |          | н/д                  | Ассоциированный            |
| 1932 | Пламенное золото                 |          | Да       |           |          | н/д                  | Исполнительный             |
| 1932 | Призрак Крествуда                |          | Да       |           |          | н/д                  | Ассоциированный            |
| 1933 | Обезьянья лапка                  |          | Да       |           |          | н/д                  |                            |
| 1933 | Везучий дьявол                   |          | Да       |           |          | н/д                  | Ассоциированный            |
| 1933 | Кинг-Конг                        | Да       | Да       | Да        |          | Пилот, убивший Конга | Идея и сюжет               |
| 1933 | Дипломатичный маньяк             |          | Да       |           |          | н/д                  | Исполнительный             |
| 1933 | Холодный шнур                    |          | Да       |           |          | н/д                  | Исполнительный             |
| 1933 | Экстренный вызов                 |          | Да       |           |          | н/д                  | Исполнительный             |
| 1933 | Перекрёстный огонь               |          | Да       |           |          | н/д                  | Исполнительный             |
| 1933 | Профессиональный возлюбленный    |          | Да       |           |          | н/д                  | Исполнительный             |
| 1933 | Круизная мелодия                 |          | Да       |           |          | н/д                  | Исполнительный             |
| 1933 | Лёгкая жизнь                     |          | Да       |           |          | н/д                  | Исполнительный             |
| 1933 | Летающие дьяволы                 |          | Да       |           |          | н/д                  | Исполнительный             |
| 1933 | Супружество                      |          | Да       |           |          | н/д                  | Исполнительный             |
| 1933 | Срочный заголовок                |          | Да       |           |          | н/д                  | Исполнительный             |
| 1933 | До заката                        |          | Да       |           |          | н/д                  | Исполнительный             |
| 1933 | Внебрачные узы                   |          | Да       |           |          | н/д                  | Исполнительный             |
| 1933 | Ранняя слава                     |          | Да       |           |          | н/д                  | Исполнительный             |
| 1933 | Приключения вслепую              |          | Да       |           |          | н/д                  | Исполнительный             |
| 1933 | Путешествие одного человека      |          | Да       |           |          | н/д                  | Исполнительный             |
| 1933 | Стропильный романс               |          | Да       |           |          | н/д                  | Исполнительный             |
| 1933 | Мичман Джек                      |          | Да       |           |          | н/д                  | Исполнительный             |
| 1933 | Энн Виккерс                      |          | Да       |           |          | н/д                  | Исполнительный             |
| 1933 | Эгги Эплби — создатель людей     |          | Да       |           |          | н/д                  | Исполнительный             |
| 1933 | Лучший ас                        |          | Да       |           |          | н/д                  | Исполнительный             |
| 1933 | После сегодняшнего вечера        |          | Да       |           |          | н/д                  | Исполнительный             |
| 1933 | Шанс на небо                     |          | Да       |           |          | н/д                  | Исполнительный             |
| 1933 | Маленькие женщины                |          | Да       |           |          | н/д                  | Исполнительный             |
| 1933 | Право на романс                  |          | Да       |           |          | н/д                  | Исполнительный             |
| 1933 | Если бы я был свободным          |          | Да       |           |          | н/д                  | Исполнительный             |
| 1933 | Сын Конга                        |          | Да       |           |          | н/д                  | Исполнительный             |
| 1933 | Полёт в Рио                      |          | Да       |           |          | н/д                  | Исполнительный             |
| 1934 | Подлый гал в городе              |          | Да       |           |          | н/д                  | Исполнительный             |
| 1934 | Человек двух миров               |          | Да       |           |          | н/д                  | Исполнительный             |
| 1934 | Давно потерянный отец            |          | Да       |           |          | н/д                  | Исполнительный             |
| 1934 | Два одиноких                     |          | Да       |           |          | н/д                  | Исполнительный             |
| 1934 | Бёдра, бёдра, ура !              |          | Да       |           |          | н/д                  | Исполнительный             |
| 1934 | Потерянный патруль               |          | Да       |           |          | н/д                  | Исполнительный             |
| 1934 | Продолжать держать               |          | Да       |           |          | н/д                  | Исполнительный             |
| 1934 | Вспыльчивый                      |          | Да       |           |          | н/д                  | Исполнительный             |
| 1934 | Успех любой ценой                |          | Да       |           |          | н/д                  | Исполнительный             |
| 1934 | Этот мужчина мой                 |          | Да       |           |          | н/д                  | Исполнительный             |
| 1934 | Петь и любить                    |          | Да       |           |          | н/д                  | Исполнительный             |
| 1934 | Конец учёбы                      |          | Да       |           |          | н/д                  | Исполнительный             |
| 1934 | Центр Кентукки                   |          | Да       |           |          | н/д                  | Исполнительный             |
| 1935 | Она                              |          | Да       |           |          | н/д                  | В титрах не указан         |
| 1935 | Гибель Помпеи                    | Да       | Да       |           |          | н/д                  |                            |
| 1936 | Танцы пиратов                    |          | Да       |           |          | н/д                  | Исполнительный             |
| 1938 | Игрушечная жена                  |          | Да       |           |          | н/д                  |                            |
| 1940 | Доктор Циклоп                    |          | Да       |           |          | н/д                  | В титрах не указан         |
| 1947 | Беглец                           |          | Да       |           |          | н/д                  |                            |
| 1948 | Форт Апачи                       |          | Да       |           |          | н/д                  | Исполнительный             |
| 1948 | Три крёстных отца                |          | Да       |           |          | н/д                  |                            |
| 1949 | Она носила жёлтую ленту          |          | Да       |           |          | н/д                  | Исполнительный             |
| 1949 | Могучий Джо Янг                  |          | Да       | Да        |          | н/д                  | Сюжет                      |
| 1950 | Погонщик фургона                 |          | Да       |           |          | н/д                  | Исполнительный             |
| 1950 | Рио-Гранде                       |          | Да       |           |          | н/д                  |                            |
| 1952 | Тихий человек                    |          | Да       |           |          | н/д                  |                            |
| 1952 | Это кино                         | Да       | Да       |           |          | н/д                  | Документальный             |
| 1953 | Солнце ярко светит               |          | Да       |           |          | н/д                  |                            |
| 1956 | Семь чудес света                 |          | Да       |           |          | н/д                  | Документальный             |
| 1956 | Искатели                         |          | Да       |           |          | н/д                  | Исполнительный             |
| 1963 | Лучшее из кино                   |          | Да       |           |          | н/д                  | Сопродюсер; документальный |